# 30-я отдельная гвардейская мотострелковая бригада
30-я отдельная гвардейская мотострелковая бригада (30 омсбр, в/ч 45863) — тактическое соединение Сухопутных войск Российской Федерации.
Формирование входит в состав 2-й гвардейской общевойсковой армии Центрального военного округа. Пункт постоянной дислокации — пгт. Рощинский Самарской области.

## История

### Формирование
Бригада сформирована 30 ноября 2016 года в составе 2-й гвардейской общевойсковой армии Центрального военного округа. Формирование заняло место 23-й отдельной гвардейской мотострелковой бригады, передислоцированной для формирования 3-й мотострелковой дивизии в Белгородской и Воронежской областях. Особенностью бригады является оснащение некоторых боевых подразделений автомобилями УАЗ «Патриот», что было сделано в целях повышения манёвренности. Формирование было оснащено только колёсной техникой типа БТР-82А, Р-149МА1, Урал-4320 и т. д. На вооружении соединения 122-мм гаубицы Д-30А, 23-мм установки ЗУ-23 и 122-мм РСЗО «Град».

### Война в Сирии
22 февраля 2019 года в Сирии в провинции Дейр-эз-Зор в результате засады боевиков погибли трое российских военнослужащих. Среди них был и комбриг 30 ОМСБр полковник Виктор Еловенко.

### Вторжение на Украину
В ходе российского вторжения на Украину, с апреля 2022 года 30-я отдельная мотострелковая бригада вела наступательные действия в районе Северодонецка. В мае 2023 года бригада вела наступательные действия в районе Макеевки на севере Луганской области. 7 июля 2023 года бригада вела оборонительные бои на линии Кармазиновка — Краснореченское (13—17 км юго-западнее Сватово). В январе 2024 года бригада действовала в районе Новобахмутовки в Донецкой области севернее Авдеевки. 7 февраля 2024 года бойцы 30-й гв.омсбр вместе с 114-й омсбр дошли до Зализничного переулка в ходе боёв в Авдеевке.
По итогам боёв за Авдеевку 30-й отдельной мотострелковой бригаде объявлена благодарность Верховного главнокомандующего Вооружёнными силами в поздравительной телеграмме генерал-полковнику А. Н. Мордвичёву от 17 февраля 2024 года.
31 июля 2024 года Указом президента Российской Федерации бригаде присвоено почётное наименование «гвардейская» «за массовый героизм и отвагу, стойкость и мужество проявленные личным составом бригады в боевых действиях по защите Отечества и государственных интересов в условиях вооружённых конфликтов».

#### Прорыв у Очеретино
17-18 апреля 2024 года российские войска продвинулись на 3 километра вдоль железной дороги и достигли южных окраин Очеретино, а также вышли на окраины Новокалиново (в нескольких километрах восточнее Очеретино).
В 20-х числах апреля 2024 года украинская 115-я механизированная бригада должна была заменить на позициях под Очеретино 47-ю омехбр, которая почти год была на передовых позициях практически без ротации. Однако после отхода 47-й бригады, солдаты 115-й бригады на её позиции вовремя не зашли, тем самым позволив 30-й омбр ВС РФ занять большую часть населённого пункта. Более серьёзные продвижения ВС РФ удалось предотвратить благодарю тому, что 47-я бригада вернулась на позиции и снова приняла бой.